# Zlagna, Sibiu
Zlagna, mai demult Zlacna, Zalacna, (în dialectul săsesc Schlatt, în germană Schlatt, Klein-Schlatten, Schlattendorf, Goldmarkt, Scharken, în maghiară Szászzalatna), este un sat în comuna Bârghiș din județul Sibiu, Transilvania, România. Se află în partea de est a județului,  în Podișul Târnavelor.

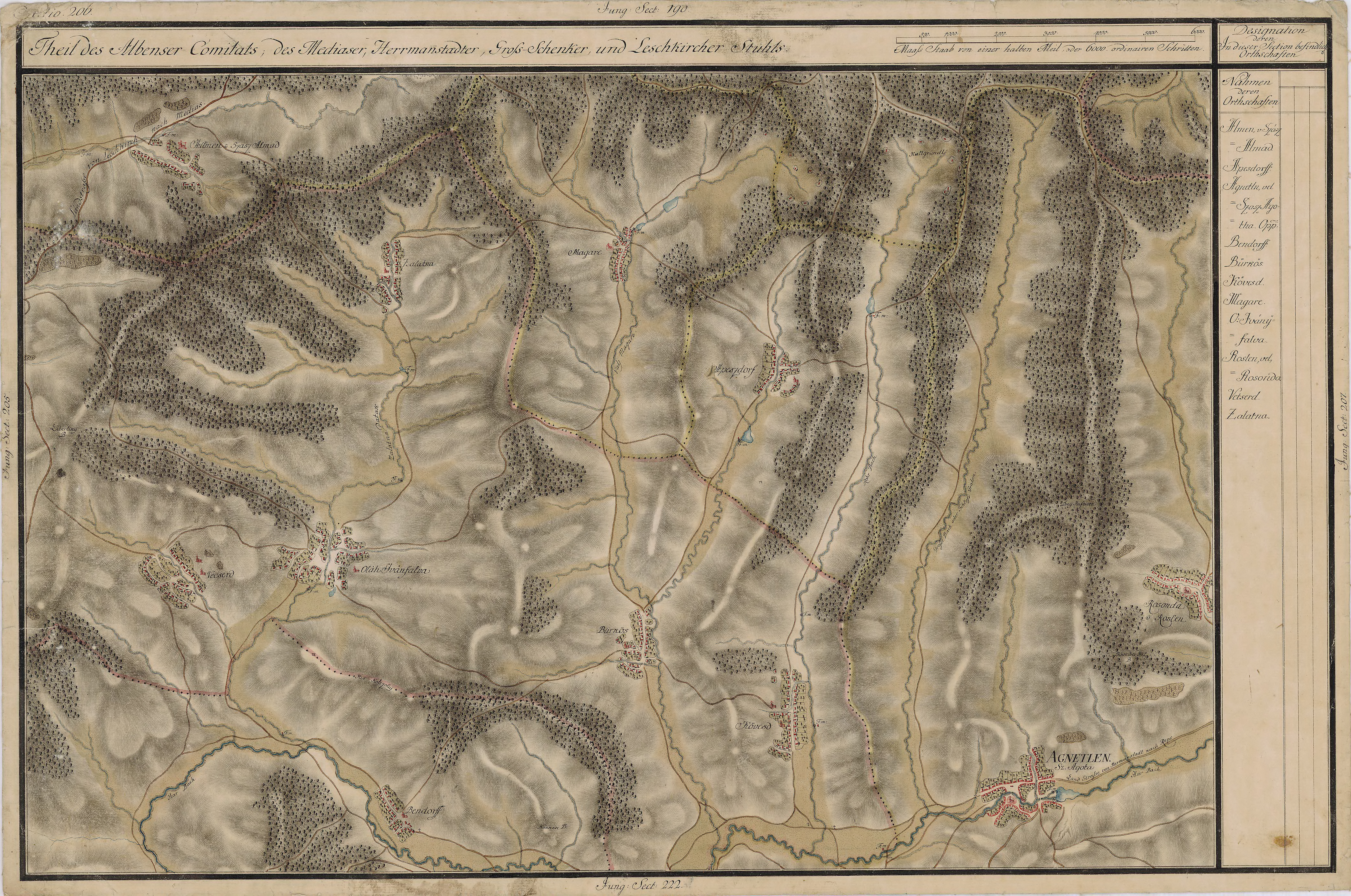
Zlagna în Harta Iosefină a Transilvaniei, 1769-1773

## Istoric
În evul mediu a fost posesiune a Episcopiei Catolice de Alba Iulia. Un document din anul 1318 menționează localitatea ca aparținătoare a Episcopiei Sfântului Mihail din vremuri străvechi: eam iuri ecclesiae beati Michaelis archangeli Transsilvanae pertinuisse ab antiquo.

## Monumente
- Biserica medievală din Zlagna